# Stefan Kaufmann (Musiker)

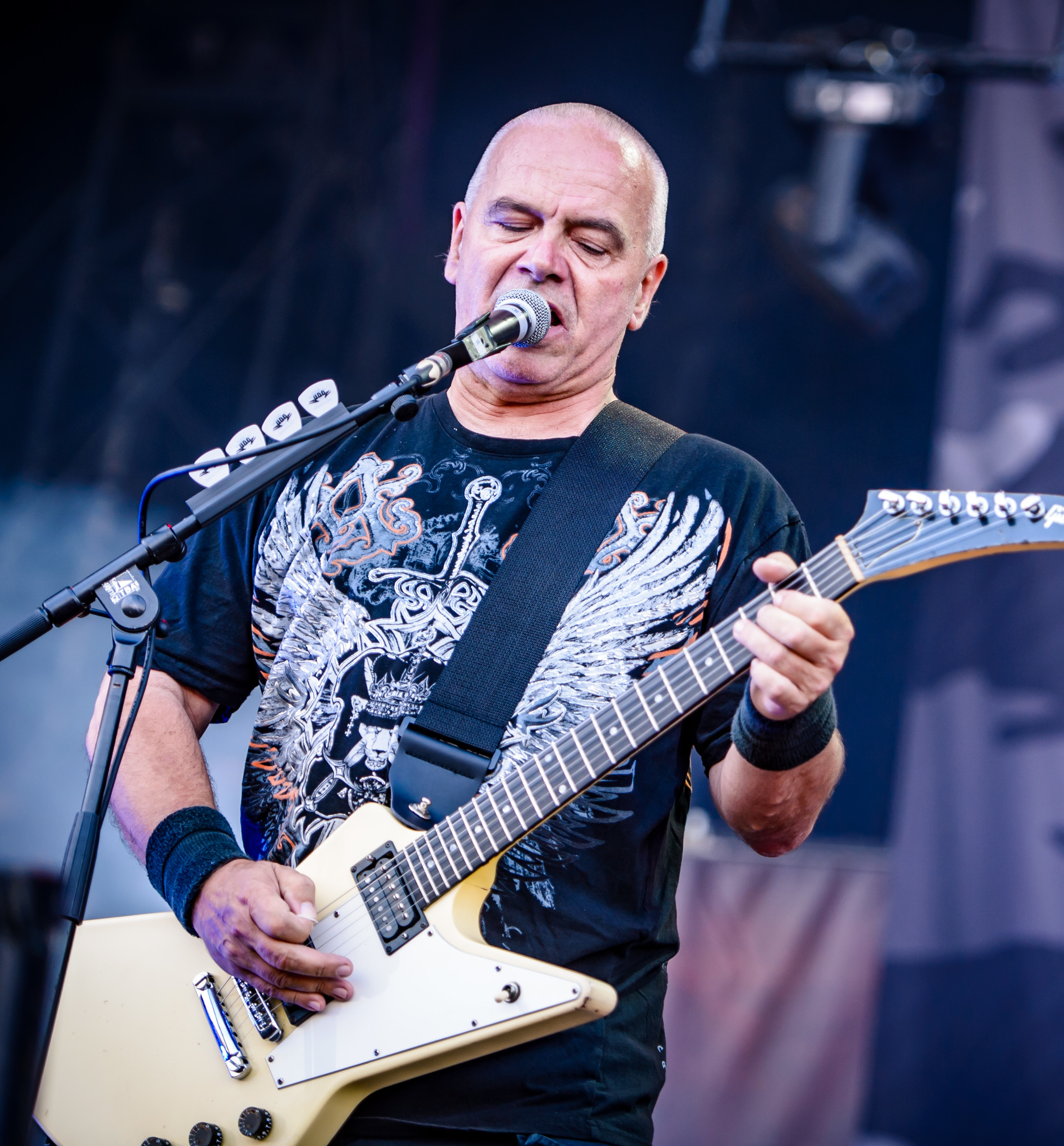
Stefan Kaufmann (2018)

Stefan Kaufmann (* 4. August 1960 in Solingen) ist ein deutscher Musiker und Musikproduzent, der als Schlagzeuger und Gitarrist der Heavy-Metal-Bands U.D.O. und Accept Bekanntheit erlangte. 

## Biografie
Stefan Kaufmann stammt aus einer musikalischen Familie. Er begann im Alter von zwölf Jahren mit dem Gitarrenspiel. Mit 14 Jahren stieg er auf Schlagzeug um und machte sich in lokalen Bands einen Namen.
Im Alter von 17 Jahren arbeitete er als Roadie bei der aufstrebenden deutschen Heavy-Metal-Band Accept. Nachdem der bisherige Schlagzeuger Frank Friedrich im Jahr 1978 die Band verlassen hatte, wurde Kaufmann überraschend sein Nachfolger. Kaufmann war bis 1994 Musiker bei Accept, die während dieser Zeit zu einer der weltweit bekanntesten deutschen Heavy-Metal-Bands wurden. Chronische Rückenprobleme und eine Arthrose zwangen ihn aber seine Karriere als Schlagzeuger 1994 zu beenden. Die Band Accept löste sich im Jahr 1996 vorläufig auf.
Seit 1996 war Kaufmann Gitarrist bei U.D.O., der Band des ehemaligen Accept-Sängers Udo Dirkschneider. Kaufmann hatte schon einige Solo-Alben von U.D.O. produziert. U.D.O. gründete sich im Jahr 1987, nachdem Sänger Udo Dirkschneider Accept verließ.
Seit 1992 arbeitet Kaufmann außerdem als Musikproduzent und hat ein eigenes Tonstudio in Stommeln (nähe Köln). Dort produzierte er auch andere bekannte Heavy-Metal-Bands wie Majesty, U.D.O., Outrage und Rough Silk.
Am 13. September 2012 gab Stefan Kaufmann bekannt, dass er aus gesundheitlichen Gründen sein Engagement bei U.D.O. beenden müsse.